# Fiona Shaw
Fiona Mary Wilson (Condado de Cork, Munster, Irlanda, 10 de julio de 1958), conocida como Fiona Shaw, es una actriz irlandesa que trabaja habitualmente en la zona teatral de Londres, aunque internacionalmente se le conoce gracias a sus papeles como Petunia Dursley (de soltera, Petunia Evans) en las películas de Harry Potter y como Carolyn Martens en la popular serie Killing Eve.
Se le considera una de las mejores actrices de teatro clásico de su generación. Fue condecorada con la Excelentísima Orden del Imperio Británico en 2001.

## Datos biográficos
Fiona Shaw nació en el condado de Cork, Munster, Irlanda. Su padre era cirujano y su madre física. Estudió en la University College Cork. Después de hacer sus prácticas en la Real Academia de Arte Dramático de Londres, tuvo su primer éxito como Julia en el Royal National Theatre, en la obra The Rivals, de Richard Sheridan (1983), papel en el que destacó sus dotes para la comedia. Sin embargo, a lo largo de su carrera profesional, ha tratado de no encasillarse en este tipo de interpretaciones.[cita requerida]
Sus más importantes papeles en el teatro han sido como Celia en Como gustéis (1984), como Madame de Volanges en Las amistades peligrosas (1985), como Katherine en La fierecilla domada (1987), como Winnie en Happy Days (2007), en Electra (1988), Der Gute Mensch von Sezuan (1989), Hedda Gabler (1991), The Prime of Miss Jean Brodie (1998), Medea (2000) y John Gabriel Borkman (2011), de Ibsen. Interpretó el poema de T.S. Eliot La tierra baldía.[cita requerida]
Ha colaborado con la directora Deborah Warner en varias ocasiones. Ha trabajado también en cine y en televisión, incluyendo Mi pie izquierdo, Jane Eyre, Persuasión y un largo número de películas de la saga de Harry Potter, donde representa a la insufrible Tía Petunia. Omitiendo su papel de la tía Petunia en Harry Potter y las reliquias de la Muerte: parte 1, el papel más reciente que ha tenido es en la película Dorian Gray, al lado de Colin Firth y Ben Barnes.[cita requerida]
Tuvo una relación sentimental con la actriz británica Saffron Burrows. Está casada con Sonali Deraniyagala, economista de Sri Lanka, desde el 2018.

## Filmografía

### Cine
| Cine | Cine                                               | Cine               | Cine                                        | Cine            |
| Año  | Título original                                    | Papel              | Director                                    | Notas           |
| ---- | -------------------------------------------------- | ------------------ | ------------------------------------------- | --------------- |
| 1989 | Mi pie izquierdo                                   | Dr. Eileen Cole    | Jim Sheridan                                | -               |
| 1990 | Tres hombres y una pequeña dama                    | Miss Lomax         | Emile Ardolino                              | -               |
| 1990 | Mountains of the Moon                              | Isabel             | Richard Francis Burton & John Hanning Speke | -               |
| 1991 | London Kills Me                                    | Headley            | Hanif Kureshi                               | -               |
| 1993 | Super Mario Bros.                                  | Lena               | Rocky Morton & Annabel Jankel               | -               |
| 1993 | Undercover Blues                                   | Novacek            | Herbert Ross                                | -               |
| 1995 | Persuasión                                         | Mrs. Croft         | Roger Michell                               | -               |
| 1996 | Jane Eyre                                          | Mrs. Reede         | Franco Zeffirelli                           | -               |
| 1997 | Anna Karenina                                      | Lydia              | Bernard Rose                                | -               |
| 1997 | The Butcher Boy                                    | Mrs. Nugent        | Neil Jordan & Patrick McCabe                | -               |
| 1998 | Los vengadores                                     | Father             | Jeremiah Chechik                            | -               |
| 1999 | The Last September                                 | Marda Norton       | Deborah Warner                              | -               |
| 2001 | The Trumph of Love                                 | Leontine           | Clare Peploe                                | -               |
| 2001 | Harry Potter y la piedra filosofal                 | Tia Petunia        | Chris Columbus                              | -               |
| 2002 | Harry Potter y la cámara secreta                   | Tia Petunia        | Chris Columbus                              | -               |
| 2004 | Harry Potter y el prisionero de Azkaban            | Tia Petunia        | Alfonso Cuarón                              | -               |
| 2005 | El sueño de una noche de San Juan                  | Las Brujas (Voces) | Ángel de la Cruz & Manolo Gómez             | Versión Inglesa |
| 2006 | La dalia negra                                     | Ramona Linscott    | Brian De Palma                              | -               |
| 2006 | Catch and Release                                  | Mrs. Douglas       | Susannah Grant                              | -               |
| 2007 | Fracture                                           | Judge Robinson     | Gregory Hoblit                              | -               |
| 2007 | Harry Potter y la Orden del Fénix                  | Tía Petunia        | David Yates                                 | -               |
| 2009 | Dorian Gray                                        | Agatha             | Oliver Parker                               | -               |
| 2010 | Harry Potter y las reliquias de la Muerte: parte 1 | Tía Petunia        | David Yates                                 | -               |
| 2011 | El árbol de la vida                                | Abuela             | Terrence Malick                             | -               |
| 2013 | The English Teacher                                | Narradora          | Craig Zisk                                  | -               |
| 2015 | Pixels                                             | Primera ministra   | Chris Columbus                              | Voz             |
| 2016 | The White King                                     | Kathrin Fitz       | Alex Helfrecht & Jörg Tittel                | -               |
| 2018 | Colette                                            | Sido               | Wash Westmoreland                           | -               |
| 2018 | Lizzie                                             | Abby Borden        | Craig William Macneill                      | -               |
| 2020 | Enola Holmes                                       | Miss Harrison      | Harry Bradbeer                              | -               |
| 2020 | Ammonite                                           | Elizabeth Philpot  | Francis Lee (director)                      | -               |
| 2020 | Kindred                                            | Margaret           | Joe Marcantonio                             | -               |
| 2024 | IF                                                 | Abuela             | John Krasinski                              | -               |
| TBA  | Hot Milk                                           |                    |                                             | Posproducción   |

### Televisión
| Televisión | Televisión                        | Televisión                  | Televisión                                             | Televisión |
| Año        | Título original                   | Papel                       | Notas                                                  |            |
| ---------- | --------------------------------- | --------------------------- | ------------------------------------------------------ | ---------- |
| 1983       | All for Love                      | Elspeth                     | Episodio:"Fireworks for Elspeth"                       |            |
| 1984       | The Adventures of Sherlock Holmes | Miss Morrison               | Episodio:"The Crooked Man"                             |            |
| 1985       | Love Song                         | Young Deirdre               | Película para TV                                       |            |
| 1990       | Theatre Night                     | Clytemnestra                | Episodio:"Iphigenia at Aulis"                          |            |
| 1991       | For the Greater Good              | Gillian Savage              | 2 episodios                                            |            |
| 1992       | Shakespeare: The Animated Series  | Viola (Voz)                 | Episodio:"Twelfth Night"                               |            |
| 1992–95    | Screen Two                        | Mrs. Croft / Pauline        | 2 episodios                                            |            |
| 1993       | Performance                       | Hedda Gabler                | Episodio:"Hedda Gabler"                                |            |
| 1994       | Seascape                          | papel desconocido           | Película para TV                                       |            |
| 1997       | Richard II                        | Richard II                  | Película para TV                                       |            |
| 1999       | RKO 281                           | Hedda Hopper                | Película para TV                                       |            |
| 2000       | Gormenghast                       | Irma Prunesquallor          | Miniserie (4 episodios)                                |            |
| 2001       | Mind Games                        | Frances O'Neil              | Película para TV                                       |            |
| 2001       | The Seventh Stream                | Mrs. Gourdon                | Película para TV                                       |            |
| 2005       | Empire                            | Fulvia                      | Miniserie (3 episodios)                                |            |
| 2007       | Trial & Retribution               | Jo Wilson QC                | "Mirror Image: Part 2"                                 |            |
| 2009       | Dido and Aeneas – Didon et Énée   | Comédienne dans le prologue | Película de TV                                         |            |
| 2011       | True Blood                        | Marnie Stonebrook           | Papel Recurrente (12 episodios)                        |            |
| 2013       | Marple                            | Miss Katherine Greenshaw    | "Greenshaw's Folly"                                    |            |
| 2014       | Masterpiece Mystery               | Miss Katherine Greenshaw    | "Agatha Christie's Miss Marple VII: Greenshaw's Folly" |            |
| 2015       | Lumen                             | D'Laria                     | Película para TV                                       |            |
| 2015–17    | Sarah & Duck                      | Music Lady                  | 2 episodios                                            |            |
| 2016       | Maigret Sets a Trap               | Madam Moncin                | Película para TV                                       |            |
| 2016       | Channel of Zero                   | Marla Painter               | Principal (6 episodios)                                |            |
| 2017       | Emerald City                      | Mombi                       | 2 episodios                                            |            |
| 2017       | Inside No. 9                      | Jean                        | Episodio: "Private View"                               |            |
| 2018       | Mrs. Wilson                       | Coleman                     | Miniserie                                              |            |
| 2018–22    | Killing Eve                       | Carolyn Martens             | 31 episodios                                           |            |
| 2019       | Fleabag                           | Psicóloga                   | Episodio: "#2.2"                                       |            |
| 2021       | Baptiste                          | Emma Chambers               | 6 episodios                                            |            |
| 2022       | Andor                             | Maarva Andor                | 5 episodios                                            |            |
| 2024       | True Detective: Night Country     | Rose Aguineau               | 5 episodios                                            |            |

### Teatro
| Teatro | Teatro                | Teatro    | Teatro                            | Teatro |
| Año    | Título original       | Papel     | Lugar                             |        |
| ------ | --------------------- | --------- | --------------------------------- | ------ |
| 2002   | Medea                 | Medea     | Brooks Atkinson Theatre, Broadway |        |
| 2013   | The Testament of Mary | Performer | Walter Kerr Theatre, Broadway     |        |

## Premios y nominaciones
| Year | Award                                                         | Work                                                   | Category |
| ---- | ------------------------------------------------------------- | ------------------------------------------------------ | -------- |
| 1986 | Olivier Award for Best Performance in a Supporting Role       | As You Like It / Mephisto                              | Nominada |
| 1990 | Olivier Award for Best Actress                                | Electra / As You Like It / The Good Person of Szechwan | Ganadora |
| 1992 | Olivier Award for Best Actress                                | Hedda Gabler                                           | Ganadora |
| 1993 | Evening Standard Award for Best Actress                       | Machinal                                               | Ganadora |
| 1994 | Olivier Award for Best Actress                                | Machinal                                               | Ganadora |
| 1997 | Drama Desk Award for Outstanding Solo Performance             | The Waste Land                                         | Ganadora |
| 2001 | Evening Standard Award for Best Actress                       | Medea                                                  | Ganadora |
| 2003 | Drama Desk Award for Outstanding Actress in a Play            | Medea                                                  | Nominada |
| 2003 | Tony Award for Best Actress in a Play                         | Medea                                                  | Nominada |
| 2008 | Drama Desk Award for Outstanding Actress in a Play            | Happy Days                                             | Nominada |
| 2008 | Olivier Award for Best Actress                                | Happy Days                                             | Nominada |
| 2017 | Fangoria Chainsaw Awards for Best TV Supporting Actress       | Channel Zero                                           | Nominada |
| 2019 | British Academy Television Award for Best Supporting Actress  | Killing Eve                                            | Ganadora |
| 2019 | Primetime Emmy a la mejor actriz de reparto - Serie dramática | Killing Eve                                            | Nominada |
| 2019 | Primetime Emmy a la mejor actriz invitada - Serie dramática   | Fleabag                                                | Nominada |
| 2020 | Primetime Emmy a la mejor actriz de reparto - Serie dramática | Killing Eve                                            | Nominada |
| 2024 | British Academy Television Award for Best Supporting Actress  | Andor                                                  | Nominada |